# Abdalá Bucaram
Abdalá Jaime Bucaram Ortiz (Guayaquil, 4 febbraio 1952) è un avvocato, politico ed ex velocista ecuadoriano.
È stato Presidente dell'Ecuador dal 10 agosto 1996 al 6 febbraio 1997. Per il suo comportamento eccentrico durante l'attività pubblica era soprannominato el Loco ("il pazzo"), tanto che il Congresso Nazionale ecuadoregno lo destituì per "incapacità mentale a governare".
Nel 1972 fu portabandiera per il suo paese alle Olimpiadi. Dal 1984 al 1985 fu sindaco di Guayaquil e nel 1997 fu presidente del Barcelona Sporting Club.